# Santa María, Boyacá
Santa María är en ort i Colombia.   Den ligger i departementet Boyacá, i den centrala delen av landet, 90 km öster om huvudstaden Bogotá. Santa María ligger 839 meter över havet och antalet invånare är 2 238.
Terrängen runt Santa María är bergig åt nordväst, men åt sydost är den kuperad. Runt Santa María är det ganska glesbefolkat, med 29 invånare per kvadratkilometer. Närmaste större samhälle är San Luis de Gaceno, 11,3 km öster om Santa María. I omgivningarna runt Santa María växer i huvudsak städsegrön lövskog.